# منتخب النرويج للباندي للسيدات
منتخب النرويج الوطني للباندي للسيدات (بالنرويجية: Norges damelandslag i bandy) هو ممثل النرويج الرسمي في المنافسات الدولية في الباندي للسيدات.